# NGC 2559
NGC 2559 est une galaxie spirale barrée située dans la constellation de la Poupe. NGC 2559 a été découverte par l'astronome britannique John Herschel en 1837.

## Caractéristiques
La classe de luminosité de NGC 2559 est II-III et elle présente une large raie HI.

### Distance
Sa vitesse par rapport au fond diffus cosmologique est de 1 816 ± 19 km/s, ce qui correspond à une distance de Hubble de 26,78 ± 1,89 Mpc (∼87,3 millions d'al).
À ce jour, quatre mesures non basées sur le décalage vers le rouge (redshift) donnent une distance de 17,825 ± 1,520 Mpc (∼58,1 millions d'al), ce qui est à l'extérieur des valeurs de la distance de Hubble. Puisque cette galaxie est relativement rapprochée du Groupe local, il est probable que cette valeur soit plus près de la distance réelle de NGC 2559. Notons que c'est avec la valeur moyenne des mesures indépendantes, lorsqu'elles existent, que la base de données NASA/IPAC calcule le diamètre d'une galaxie.

### Morphologie

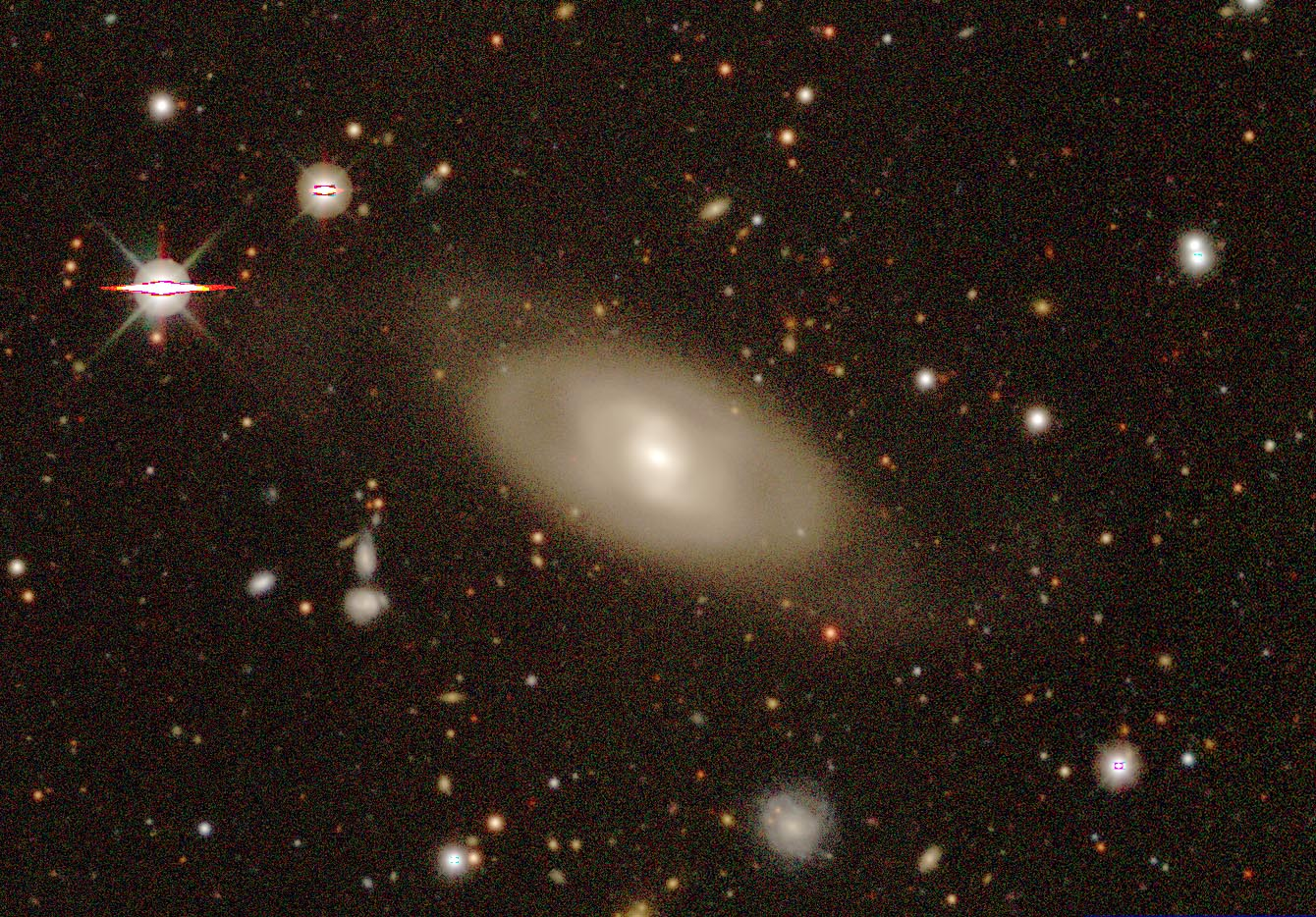
NGC 2553 par le projet « Legacy Surveys DR10 ».

Eskridge, Frogel et Pogge ont publié un article en 2002 décrivant la morphologie de 205 galaxies spirales ou lenticulaires rapprochées. Les observations ont été réalisées dans la bande H de l'infrarouge et dans la bande B (le bleu). Selon Eskridge et ses collègues, NGC 2559 est de type SABcd? dans la bande B et SBb dans la bande H. Le bulbe de NGC 2559 est petit et elliptique. Son angle de position est variable et ses isophotes sont orientés grossièrement nord-sud. À une faible brillance de surface, l'angle de position tourne vers le nord-est sud-ouest. L'orientation de la barre proéminente est la même que celle des isophotes du bulbe externe. NGC 2559 présente un motif spiralé à deux bras qui émergeant des extrémités de la barre. Ceux-ci sont particuliers parce qu'ils présentent des coudes abruptes en plusieurs endroits. Le bras est renferme plusieurs nœuds brillants de formation d'étoiles, alors que celui à l'ouest sembre lisse. Les types optiques de cette galaxie sont SB(s)bc : pec (RC3) ) et SABcd ? (OSU B)). Le type sensiblement plus ancien dans l'infrarouge proche est dû à l'obscurcissement important de la poussière dans la partie centrale de la galaxie qui cache une grande partie du renflement visible dans la bande H. 

## Supernova
La supernova SN 2002hc a été découverte dans NGC 2559 le 23 octobre 2002 par B. Beutler, P. Martin, M. Papenkova, et A. V. Filippenko dans le cadre du programme LOTOSS de l'observatoire Lick. Cette supernova était de type II.

## Groupe de NGC 2559
NGC 2559 fait partie d'un petit groupe de trois galaxies auquel elle a donné son nom. Le deux autres galaxies du groupe de NGC 2559 sont NGC 2566 et IC 2311.